# Finne (biologi)
|  | For andre betydninger, se Finne |
En finne er en ekstremitet, der hovedsageligt findes hos fisk og andre hvirveldyr. En finne kan skabe fremdrift og stabilitet, og anvendes primært under svømning. Finner hos fisk består af brusk og sidder, på nær halefinnen, ikke direkte fast på rygsøjlen, men er i stedet fæstet i musklerne.

## Reference
1. ↑  Benjamin., M., Ralphs, J.R., Eberewariye, O.S. (1992) Cartilage and related tissues in the trunk and fins of teleosts. Journal of Anatomy 181: 113-118. PMID 1294559; PMCID: PMC1259757.

| Biologi | Spire Denne artikel om biologi er en spire som bør udbygges. Du er velkommen til at hjælpe Wikipedia ved at udvide den. |